# Eternity (album)
Eternity je treći studijski album njemačkog power metal sastava Freedom Call. Album je objavljen 3. lipnja 2002. godine, a objavila ga je diskografska kuća Steamhammer.

## Popis pjesama
Tekstovi i glazba: Chris Bay i Dan Zimmermann, osim pjesme "Flame in the Night" koju su napisali s Ilkerom Ersinom. 
| 1.    | »Metal Invasion«        | 6:49 |
| 2.    | »Flying High«           | 4:09 |
| 3.    | »Ages of Power«         | 4:41 |
| 4.    | »The Spell«             | 0:54 |
| 5.    | »Bleeding Heart«        | 4:58 |
| 6.    | »Warriors«              | 4:20 |
| 7.    | »The Eyes of the World« | 3:55 |
| 8.    | »Flame in the Night«    | 4:57 |
| 9.    | »Land of Light«         | 3:54 |
| 10.   | »Island of Dreams«      | 4:16 |
| 11.   | »Turn Back Time«        | 5:04 |
| 47:57 |                         |      |

## Zasluge
Freedom Call
- Dan Zimmermann — bubnjevi, produkcija
- Chris Bay — vokali, gitara, klavijature, produkcija, inženjer zvuka
- Ilker Ersin — bas-gitara
- Cédric Dupont — gitara

Dodatni glazbenici
- Mitch Schmitt — zborski vokali (na svim pjesmama osim na pjesmi "The Spell"), dodatni grubi vokali (na pjesmi "Ages of Power")
- Janie Dixon — zborski vokali
- Tobias Sammet — zborski vokali
- Oliver Hartmann — zborski vokali

Ostalo osoblje
- Charlie Bauerfeind — inženjer zvuka bubnjeva, miksanje, mastering
- Dirk Schlächter — inženjer zvuka bubnjeva
- Paul Raymond Gregory — omot albuma
- Karsten Koch — fotografija